# Meyenia (Acanthaceae)
Meyenia es un género con 4 especies de plantas de flor en la familia Acanthaceae.
No debe confundirse con los géneros:
- Meyenia Schltdl. Solanaceae (sinónimo de Cestrum);
- Meyenia Backeb. Cactaceae (sinónimo de Weberbauerocereus).

## Especies de Meyenia, Acanthaceae
- Meyenia erecta[2]
- Meyenia hawtayneana[3]
- Meyenia longiflora[3]
- Meyenia vogeliana[3]